# Водовугільне паливо
Водовугільне паливо, водовугілля (скорочення: ВВП, англ. CWS, CWSM, CWM) — рідке паливо, яке отримують шляхом змішування подрібненого вугілля, води та пластифікатора. Використовується на теплогенеруючих об'єктах, здебільшого як альтернатива природному газу та мазуту. Дозволяє суттєво зменшити витрати при виробництві теплової і електричної енергії. Концептуально належить до технологій «чистого вугілля».

## Загальна характеристика
Водовугілля має задані реологічні (в'язкість, напруга зсуву), седиментаційні (зберігання однорідності у статичних та динамічних умовах) й паливні (енергетичний потенціал, повнота вигорання органічних сполук) характеристики. Параметри водовугілля чітко регламентовані національними стандартами Китаю[недоступне посилання з квітня 2019], які можуть застосовуватися як еталон. Також для водовугільного палива характерні такі властивості: температура займання — 800–850 °C, температура горіння — 950–1150 °C, теплотворна здатність — 3700–4700 Ккал. Ступінь згорання вуглецю понад 99 %. Водовугілля пожежо- та вибухобезпечне.
Застосування: паливо для промислового котла, електричного котла і промислової печі замість мазуту і газу; і сировина для газифікації вугілля.

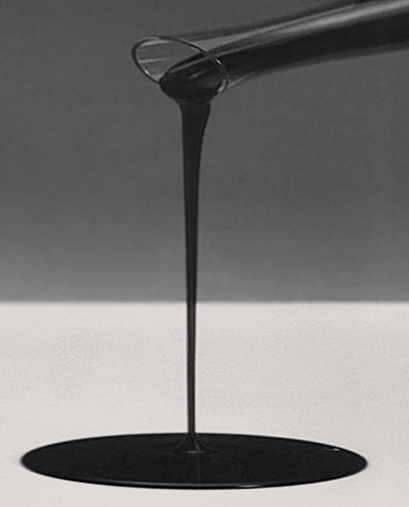
Водовугільне паливо (III клас)

| Параметри                              | I клас       | II клас      | III клас     | Стандарт Китаю |
| -------------------------------------- | ------------ | ------------ | ------------ | -------------- |
| Вміст вугілля, %                       | ≥ 65         | 63–65        | 60–63        | GB/T18856.2    |
| В'язкість                              | ≤ 1200 мПа/с | ≤ 1200 мПа/с | ≤ 1200 мПа/с | GB/T18856.4    |
| Теплота згоряння (нижча), Ккал         | ≥ 4700       | 4420–4660    | 4000–4420    | GB/T 213       |
| Зольність, %                           | ≤ 6          | 6–8          | 8–10         | GB/T 213       |
| Вміст сірки, %                         | ≤ 0,35       | 0,35–0,65    | 0,65–0,80    | GB/T 214       |
| Температура пом'якшення плавкості золи | ≤ 1250       | ≤ 1250       | ≤ 1250       | GB/T 219       |
| Частинки (зерна) понад 300 мкм, %      | ≤ 0,05       | 0,05–0,20    | 0,20–0,80    | GB/T18856.3    |
| Частинки (зерна) до 75 мкм, %          | ≥ 75,0       | ≥ 75,0       | ≥ 75,0       |                |
| Вміст летких речовин, %                | ＞30         | 20–30        | ≤ 20         | GB/T18856.7    |

## Історія розвитку технології. Світовий досвід
У науково-виробничому виданні «Фізико-технічні основи водовугільного палива» зазначаються основні світові напрацювання в галузі водовугільного палива:
Китай
Дана технологія є однією з основних запроваджених у країні з метою зниження залежності Китаю від дефіцитних рідких та газоподібних видів палива. На сьогодні Китай — світовий лідер у галузі розробок та впровадження водовугільного палива у тепло- та електроенергетиці. Щорічний обсяг виробництва водовугільного палива становить 40–60 млн тонн.
Провідними розробниками технології водовугілля в Китаї є Пекінський науково-дослідний вугільний інститут, Пекінський вугільний проєктний інститут, Гуобанська науково-технологічна компанія, Шеянгський теплоенергетичний інститут.
До найбільших проєктів, реалізованих у Китаї, слід віднести: 1998 р. Шандунська ТЕЦ (220 тонн пари на годину); 2003 р. Шеньянський НПЗ (75 тонн пари на годину); 2004 р. ТЕЦ у м. Тінгдао (130 тонн пари на годину, 2 турбіни на 12 та 25 МВт); 2004 р. Гуандунська ТЕЦ (670 тонн пари на годину); 2005 р. завод приготування водовугілля та ТЕЦ у м. Маомінь (440 тонн пари на годину, 1,5 млн тонн водовугілля).
Японія
До вдало реалізованих та значущих проєктів слід віднести: 1986 р. Mitsubishi Heavy Industries (Енергетична станція, 260 тонн пари на годину, 75 МВт); 1989 Hitachi Zosen (34 тонн пари на годину); 1990 Japan COM (110 тонн пари на годину, доставка палива танкером на відстань 680 км); 1993 Japan CJM Ltd (котел енергетичної станції 600 МВт).
Італія
Технологія розроблялася при пошуку еквівалентної заміни для нафти та зручних рішень з транспортування вугілля на довгі відстані. Фірмою Snamprogetti (Мілан) було розроблено технологію приготування палива Reocab, основною особливістю якої є отримання близького до бімодального розподілу часток за розмірами. Було споруджено комплекси з приготування водовугілля у м. Ліворно та Порто-Торрес, переобладнано енергетичні станції фірми ENEL потужністю 35 та 75 МВт.
Швеція
Розробками з приготування водовугільного палива у Швеції займалися компанії AB Carbogel, Nycol, Fluidcarbon international AB. Особливість технологій цих фірм полягає у використанні низькозольного вугілля, що передбачає застосування процесу глибокого збагачення вугілля. Технологія приготування передбачає: двостадійний помел, грохочення, пінну флотацію, зневоднення кеку на вакуумних фільтрах, перемішування кеку з водою та реагентом. За рахунок такого процесу отримують водовугільне паливо з високими якісними характеристиками: зола до 2,8 %, тверда фаза до 75 %, в'язкість 1000 МПа/с, нижча теплота згоряння — 20 МДж/кг.
Канада
Компанією Lafard Canada Inc. у 1984 було продемонстровано процес приготування водовугілля безпосередньо перед спаленням у роторній цементній печі. Характерно, що для приготування використовувалося вугілля та хвости мокрого процесу збагачення. У зв'язку з відсутністю необхідності у транспортуванні та збереженні використовувалися лише найпростіші реагенти з метою покращення диспергації та зниження в'язкості. Подальші розробки технології водовугільного палива було скорочено у зв'язку зі зниженням цін на нафту та нафтопродукти.
США
Основною передумовою початку розробок технології водовугільного палива в США стала необхідність утилізації відходів мокрого збагачення вугілля (40–50 млн тонн на рік) та пошук ефективних засобів транспортування вугілля на великі відстані. Зокрема, на електростанції «Сивард Стейшн» було проведено сумісне спалення водовугілля та пиловугілля.

## Фірми, організації та промислові розробки водовугілля
1. Корпорація досліджень в галузі енергетики та охорони довкілля (EERC), США, шт. Огайо — технологія спільного спалювання ВВП з традиційним паливом «Cofiring».
2. Університет шт. Північна Дакота, США — виготовлення ВВП з слабкометаморфізованого збагаченого вугілля.
3. Науково-дослідницький центр Пенсильванського університету та фірма PENELEC, (Пенсільванія Електрик Компані) — виготовлення ВВП на ЗФ «Хоумер Сіті», спалювання ВВП в котлі потужністю 32 МВт, транспортування та спалювання на ТЕС «Сьюард» в котлі продуктивністю 130 т пари/год.
4. Корпорація Янрі ВВП (Janri CWF Co), Китай.
5. Китайська Вугільна інженерно-технологічна корпорація
6. Компанія Джапан КОМ (Japan Coal Oil Mixture), Японія — промислова установка для приготування ВВП в Омахамі, продуктивністю 600 000 т/рік, спалювання ВВП на електростанції у Накосо.
7. Ніссо Іваї Юбе Індастріз, Японія та Коул енд Еллайд Індастріз ЛТД, Австралія — проєкт: комплекс по виготовленню ВВП в порту Ньюкасл продуктивністю 4 млн т/рік, перевезення морськими танкерами в Японію.
8. Науково-виробниче об'єднання «Гідротрубопровід», Росія; НВО «Гаймек», Україна; Інститут колоїдної хімії та хімії води імені А. В. Думанського НАН України, Інститут фізико-органічної хімії та вуглехімії імені Л. М. Литвиненка НАН України і ін. та «Снампроджетті», Італія:
  - Дослідно-промисловий трубопровід Бєлово — Новосибірськ довжиною 262 км і продуктивністю 3 млн т/рік (за сухим вугіллям).
  - Дослідно-промислова установка в м. Раменське.
9. Луганське відділення Інженерної академії України та НВО «Гаймек», Україна:
  - Дослідне спалювання ВВП на ЗФ «Самсонівська».
  - Дослідно-промислова установка для виготовлення та спалювання ВВП на шахті Комсомольська.
10. ТОВ «Українське тепло»[1]. Займається продажем теплової енергії та впровадженням технологій водовугілля на муніципальних та комерційних об'єктах:
  - Збудовано промисловий цех [Архівовано 19 жовтня 2012 у Wayback Machine.] приготування водовугільного палива, яке спалюється на лінії сушки технологічного вугілля в м. Свердловськ. Теплова потужність комплексу становить 1,2 Гкал на годину.
11. ДП «Укртеплоком»[2]. Займається реалізацією пілотного проєкту заміщення природного газу водовугільним паливом на комунальних котельних України в рамках національного проєкту «Водовугільне паливо».

## Основні сучасні технології
- «Reocarb» (Італія, СРСР). Технологія передбачає помел у кульовому млині порівняно низькоконцентрованої суміші, а потім грубий помел у стержневому млині при певних співвідношеннях крупної (0–3 мм) і тонкої (0–0,040 мм) фракцій і підвищенням концентрації водовугільного палива до 62–65 % з використанням пластифікатора. При цьому гранулометричний склад вугілля в суспензійному середовищі при двостадійному помелі наближається до бімодального. Зольність вугілля знаходиться в межах 10–20 %. Водовугільне паливо, отримане таким чином, має добрі споживчі властивості і може транспортуватися по трубах на великі відстані та зберігатися протягом тривалого часу без зміни характеристик.
- «Carbogel» (Швеція, Канада). Технологія включає двостадійний помел вугілля в кульових млинах з наступним збагаченням вугілля методом флотації. Змішування збагаченого і частково зневодненого вугілля з водорозчинною хімічною добавкою проводиться в гомогенізаторі до отримання стабільного водовугільного палива. При вихідній зольності вугілля 15 %, зольність кінцевого продукту складає 2,8–4,0 %. Максимальна масова концентрація вугілля у суспензії — 75 %.
- «Co-Al» (Велика Британія). Основною особливістю технології є точна відповідність гранулометричного складу вугілля у водовугільному паливі заданому. Обов'язковою умовою є максимальний вміст у суспензії колоїдних частинок розміром менше 0,003 мм. Технологічна схема передбачає двостадійне подрібнення суміші вугілля і збагаченого флотоконцентрату в присутності водорозчинної хімічної добавки. Контроль крупності здійснюється на грохоті. При необхідності верхній продукт грохочення повертається на повторне подрібнення. Кінцевим продуктом є водовугільне паливо зольністю 6,5 % при максимальному вмісті в ньому твердого до 72 %.
- «Fluidcarbon» (Швеція). Шведська фірма «Флюїдкарбон інтернейшнл» розробила спосіб отримання котельного палива у вигляді висококонцентрованої водовугільної суспензії. У складі палива, крім тонкоподрібненого низькозольного вугілля та води, є спеціальна хімічна добавка (близько 1 %). Приготування палива здійснюється в чотири стадії, що включають мокре подрібнення вугілля у кульових млинах, збагачення подрібненого продукту флотацією, зневоднення флотоконцентрату на барабанних вакуум-фільтрах, усереднення палива за якістю. В результаті таких технологічних операцій кінцевий продукт має зольність не вище 2,8 % при вмісті твердого 68 %. За патентом США водовугільна суспензія, одержана за технологією «Fluidcarbon», може мати концентрацію в межах 60–80 % вугілля за масою.
- «Densecoal» (Німеччина). Технологія розроблена фірмами BASF AG та «Salzgitter AG» та передбачає як мокре, так і сухе подрібнення вугілля. У процесі такого подрібнення отримують продукт із середньою крупністю 0,04 мм, хоча в принципі технологія дозволяє отримання різних гранулометричних складів вугілля і різної в'язкості суспензії. В залежності від якості вихідного вугілля і подальшого використання паливної композиції регулюють тривалість знаходження компонентів у млині, швидкість обертання його барабана, а також вихідну крупність, кількість і склад хімічних добавок.

## Впровадження водовугілля в Україні
Інтенсивні наукові дослідження по створенню водовугілля почалися в СРСР з 1985 року. Зокрема, в Україні розробками в цьому напрямі займалися: «ВНИИПИгидротрубопровод»; Інститут колоїдної хімії та хімії води ім. А. В. Думанського НАН України (м. Київ); Інститут фізико-органічної хімії та вуглехімії НАН України (м. Донецьк); Донецький політехнічний інститут та ін.). Вітчизняні науково-дослідні організації у співробітництві з фірмою «Снампрожетті» (Італія) розробили, збудували і запустили в експлуатацію в 1990 р. дослідно-промисловий магістральний вуглепровід Бєлово — Новосибірськ (Росія) довжиною 260 км з продуктивністю 3 млн т вугілля за рік на суху масу. Для здійснення цього проєкту науково-дослідними інститутами України було зроблено близько 50 винаходів.
У результаті подальших розробок [Архівовано 23 лютого 2014 у Wayback Machine.] також було розроблено теоретичні основи, методичне та програмне забезпечення параметричних досліджень палива; розроблено та експериментально випробувано кавітаційно-імпульсний генератор для диспергування водовугілля; досліджено вплив дисперсності вугільних частинок та складу палива на теплотворну здатність, ефективність його спалювання, теплоємність і коефіцієнт теплопровідності. Розрахунковим шляхом встановлено, що час вигорання краплі водовугільної суспензії квадратично зменшується при зменшенні її діаметра. Поряд із цим існують зразки застосування технології водовугільного палива, як альтернативи природному газу в промислових масштабах.
Значні обсяги імпорту природного газу, його висока ціна та критично низький рівень розрахунків за використане паливо споживачами комунальної енергетики призводить до значних витрат бюджетних коштів на відшкодування різниці тарифів і дотацій у вигляді постачання природного газу за ціною, нижчою за ринкову. В структурі споживання [Архівовано 13 листопада 2011 у Wayback Machine.] природного газу на сектор комунальної теплоенергетики припадає понад 25 % від загального об'єму. У 2010 році підприємствами ТКЕ було спожито 11,8 млрд м³ природного газу, а у 2011 — 10,6 млрд м³, а з державного бюджету направлено на покриття збитків теплогенеруючих установ 2,4 та 4,575 млрд грн. відповідно. Поряд із тим, невідповідність встановлених тарифів реальній собівартості вироблення теплової енергії змушує комунальні підприємства відпускати теплову енергію, отримуючи збитки і надалі. Дотації покривають збитки від постачання теплової енергії населенню, а збитки, що отримані від решти збуту не покриваються та спричиняють неплатежі за отриманий газ та електроенергію.
Починаючи з 2009 року, ціна на імпортований з Росії газ для України зросла через так званий газовий конфлікт. Уряд України на законодавчому рівні запровадив ряд пріоритетних напрямів розвитку паливно-енергетичного комплексу країни. До таких ініціатив можна віднести:
1. Угода щодо регіонального розвитку Волинської області між Кабінетом міністрів України та Волинською обласною радою від 12.01.2010 року [Архівовано 2 жовтня 2015 у Wayback Machine.], в якій було закріплено перелік дій з впровадження ресурсо- та енергозберігаючих технологій;
2. Доручення Президента України «Щодо прискорення реалізації Національних проектів, від 22.03.2012 року» [Архівовано 6 березня 2016 у Wayback Machine.], де сказано про включення проєкту «Енергія природи» до переліку Національних проектів. Однією з складових даного проєкту є проєкт по «Використанню біомаси та водовугільного палива з метою енергозбереження»;
3. Постанова Кабінету міністрів України № 397 від 17.05.2012 року про «Деякі питання визначення середньострокових пріоритетних напрямів інноваційної діяльності галузевого рівня на 2012—2016 роки» [Архівовано 18 липня 2013 у Wayback Machine.], в якій було закріплено, як один із пріоритетних напрямів, розвиток технологій спалення водовугільних сумішей, як альтернативних джерел палива для заміщення природного газу.
4. Верховна Рада України ухвалила рішення щодо залучення кредиту Китайського банку розвитку на впровадження водовугільного палива та газифікації вугілля в розмірі $3,6 млрд[4].
5. Доручення Президента України щодо створення робочої групи з питань заміщення природного газу вугіллям власного видобутку.

З метою подолання негативних факторів дисбалансу та наближення енергоспоживання до світових стандартів уряд України розробив енергетичну стратегію до 2030 року.
Згідно з розробленою стратегією, до 2030 року Україна планує подвоїти видобуток природного газу, збільшивши обсяги до 44,4 млрд м³. Збільшення власного видобутку прогнозується за рахунок освоєння глибоководної частину шельфу Чорного моря, а також нетрадиційного газу (сланцевий, газ щільних шарів, вугільний метан). Збільшуючи видобуток, Україна планує поступово скорочувати імпорт природного газу, довівши цей показник до 5 млрд м³ у 2030 році.
Також, в межах базового прогнозу, Україна до 2030 року планує скоротити внутрішнє споживання газу до 49,4 млрд м³. Скорочення споживання ресурсу очікується за рахунок модернізації промисловості та впровадження енергоефективних технологій, перш за все у комунальному секторі.
З метою подолання існуючих кризових явищ в енергетичному секторі Україна домовилась з КНР щодо впровадження спільної програми з переведення теплогенеруючих підприємств, зокрема ТЕЦ на спалення вугілля. На реалізацію проєктів по заміщенню природного газу вугіллям та будівництво заводів з газифікації вугілля з використанням китайських технологій було виділено кредит під українські державні гарантії. Розгортання програми розпочато з модернізації Северодонецької ТЕЦ та переведення обладнання на спалення водовугільного палива.
Станом на лютий 2013 року, було погоджено ТЕО проєкту та направлено на погодження Державної експертизи.
Основними аргументами [Архівовано 4 березня 2016 у Wayback Machine.] при виборі саме водовугільного палива стали:
1. Скорочення викидів сполук NOx (включено до Кіотського протоколу)
2. Паливо є пожежо- та вибухобезпечне, зручне при транспортуванні.
3. Можливість сумісного використання водовугілля з іншими видами палива.
4. Безпечність для довкілля при раптових розливах.
5. Майже повне виключення втрат теплоти через високий ступінь спалення.

Поряд із цим, підприємства України продовжують шукати шляхи оптимізації енергоспоживання та зниження собівартості теплової енергії, застосовуючи сучасні технології та альтернативні джерела енергії, в тому числі технологію водовугільного палива. Так, У Львівській області почали розробку Програми виробництва та використання водовугільного палива, як одного з найперспективніших видів палива. Реалізацію програми на Львівщині підтримує Міністерство енергетики та вугільної промисловості України. Використанню водовугільного палива надали перевагу насамперед з погляду екологічної безпеки. Один із таких проєктів можуть розпочати в Сокальському районі.
В Україні також існують об'єкти, де така технологія вже впроваджена. Відомо, що компанія «Українське тепло» впровадила технологію на базі збагачувального комплексу на лінії висушування технологічного вугілля. Мова йде про зниження вартості теплової енергії на 28 %, значне збільшення продуктивності комплексу та окупність інвестованих коштів протягом 2,5 років. Доопрацювавши китайську технологію та налаштувавши обладнання з урахуванням українського вугілля, компанія змогла запустити самостійне приготування водовугільного палива та активно займається популяризацією технологій проміж інших комерційних підприємств України.

## Приготування водовугілля
Основний принцип у приготуванні водовугільного палива полягає у забезпеченні стабільності подрібнення вугілля до заданих параметрів та чіткого додержання концентрацій допоміжних речовин, що виявляється у покращених реологічних властивостях та стабільності процесу горіння.
На сьогодні існують різні способи помелу вугілля, але найбільш відпрацьований та вивчений спосіб полягає у використанні млинів безперервного мокрого розмелу.
Вугілля газових марок доставляється на відкритий майданчик заводу з твердим покриттям. Фронтальний завантажувач подає вугілля до приймального бункеру двохвалкової дробарки, звідки воно направляється для подальшого помелу на шаровий млин, куди за допомогою дозаторів додається технічна вода та присадка. Відбувається мокрий помел вугілля з присадкою до фракції 0–300 мкм. Водовугільне паливо через фільтр завантажується до накопичувальної ємності з перемішуючим пристроєм. Паливо фракції 71–300 мкм повертається у млин для подальшого помелу. Готове паливо з накопичувальної ємності завантажується до цистерн для транспортування.
Вугілля для палива
Як видно з класифікації та якісних вимог до водовугільного палива, для приготування має використовуватися лише високоякісне енергетичне вугілля із низьким вмістом сірки та золи.
Вода
У процесі приготування палива значна увага приділяється контролю елементарного складу. Це зумовлено необхідністю додержання екологічних норм, а також дозволяє подовжити строк експлуатації обладнання. Через це, для приготування палива використовують лише попередньо підготовлену, очищену воду.
Пластифікатори
Використання пластифікаторів у водовугільному паливі спричинено необхідністю забезпечення особливих характеристик: низької в'язкості, доброї текучості, тривалої стабільності зважених частинок вугілля. Найчастіше застосовують домішки на основі технічних лігносульфонатів (відходи при виробництві паперу за сульфітною технологією), гуматні реагенти (натрієві солі гумінових кислот різних фракцій), поліфосфати, які ефективно діють в лужному середовищі (при рН = 9–13, при 40 % води у паливі).

## Транспортування водовугілля
Водовугільне паливо є пожежо- та вибухобезпечним на всіх стадіях його виробництва, транспортування та використання. Процеси виготовлення та спалення розмежовані, що дозволяє не забруднювати міське навколишнє середовище при транспортуванні вугілля. Доставка палива здійснюється в цистернах автомобільним або залізничним транспортом.

## Спалення водовугілля

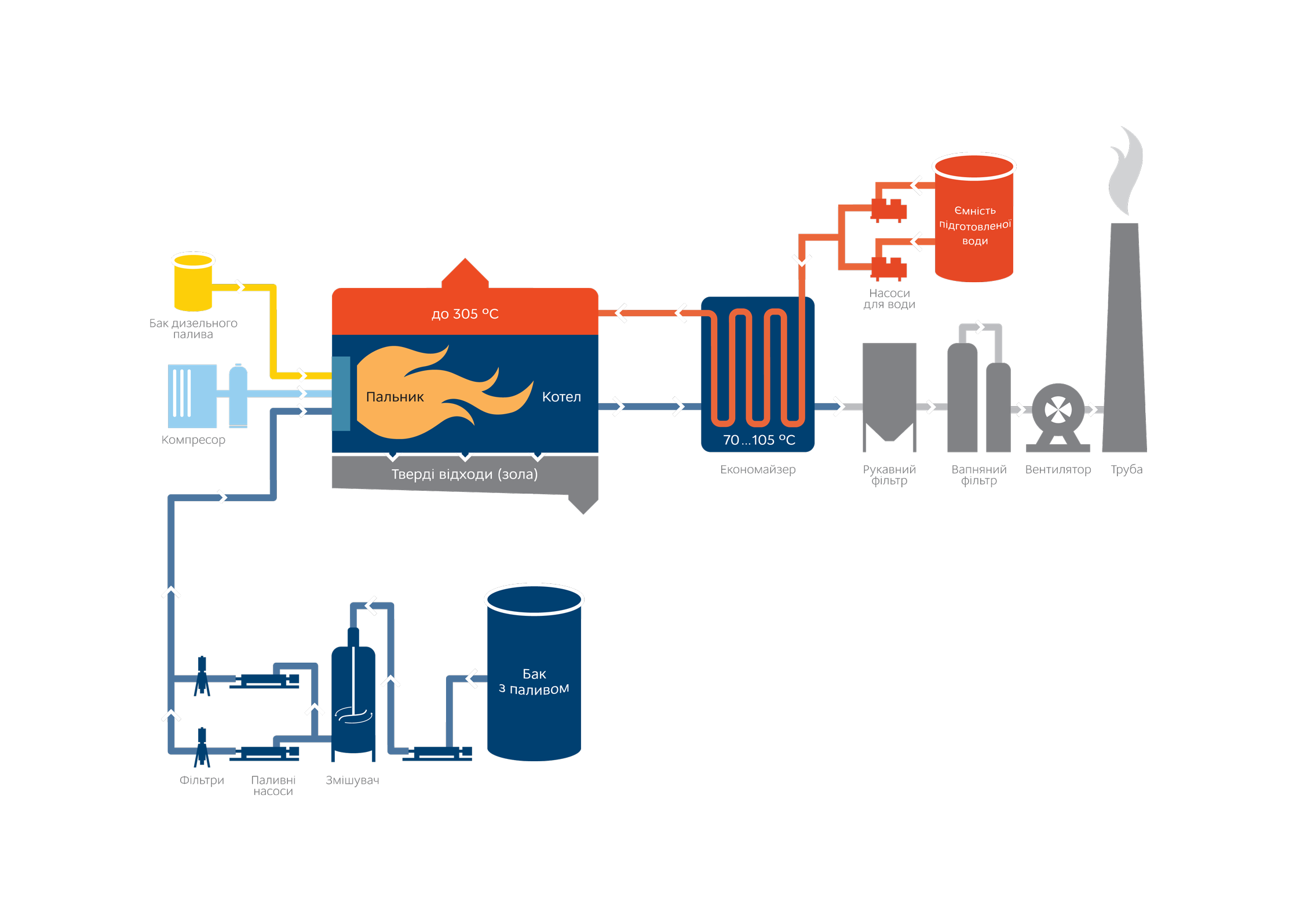
Типова схема влаштування котельної

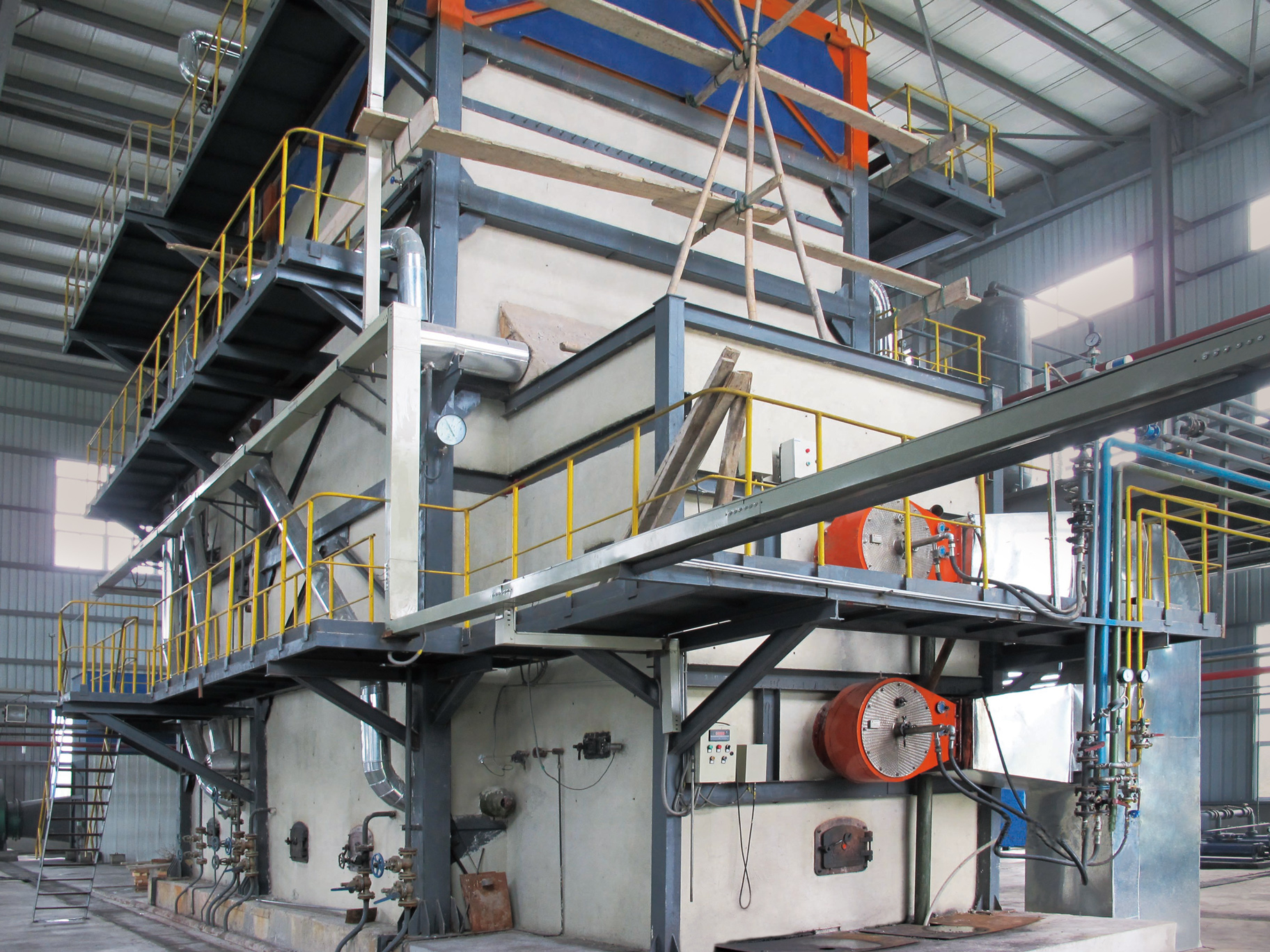
Паровий котел потужністю 35 тонн пари на годину

Водовугільне паливо доставляється на котельні у готовому вигляді. Зберігання палива відбувається в закритих місткостях (необхідний об'єм визначається згідно зі «СНиП II-35-76» [Архівовано 8 травня 2013 у Wayback Machine.] з розрахунку 5-добового обсягу споживання). Для захисту від замерзання палива, ємності вкриваються теплоізоляційним шаром 50 мм та захисним шаром із легкого металу для захисту від зовнішнього впливу.
Подача водовугілля на спалення відбувається насосами з ємностей зберігання через перемішуючі пристрої. Для якісного розпилення до вузла перемішування пальника компресором подається стиснуте повітря. Попередній підігрів камери спалення відбувається дизельним паливом або природним газом. При досяганні заданої температури — 800 °C, відкривається запірна арматура для подачі водовугілля на основну форсунку. Водовугілля спалюється шляхом розпилення у факелі. Пальник влаштований таким чином, щоб при розпиленні отримувати тонкодисперсні частки для забезпечення швидкого випарування вологи та стабілізації циркуляції горючих газів у зоні запалення. Сам процес горіння проходить у межах 950–1150 °C. Спалення водовугілля можна розділити на дві фази:
- випаровування вологи та згорання вивільнених летких компонентів вугілля;
- фаза згорання твердих часток.

Важливим аспектом такого процесу горіння є вплив на вивільнення сполук NOx. За рахунок низькотемпературного горіння та надлишку повітря в камері в межах до 1,25 забезпечується мінімізація утворення цих сполук.

## Екологія
Зола
У зв'язку з особливостями процесу горіння водовугільного палива, найдрібніші частини золи можуть бути виділені звичайними механічними сепараторами. Ступінь відсіювання зольних агломератів складає не менше 99–99,5 %. Неспалювані частини у відсіку для золи мають вигляд високопористого порошку, який можна використовувати як добавку до цементу, а також у керамічній промисловості.
Викиди в атмосферу
Значна увага при спаленні водовугілля має приділятися очищенню вихідних газів. Використовуються сучасні триступеневі системи очистки:
1. Рукавний фільтр-пиловловлювач очищає вихідне повітря від пилу. Ступінь відсіювання зольних агломератів становить 99–99,5 %. Конструкція обладнання передбачає систему автоматичного герметичного транспортування та бункер золи.
2. З метою додержання екологічних нормативів та полегшення утилізації відходів від спалення водовугільного палива можливе запровадження систем сіркоочищення. До найрозповсюдженіших методів належать: мокрий метод подвійного лужного середовища та метод мокро-сухого вапняного сіркоочищення.

Мокрий метод подвійного лужного середовища
В результаті взаємодії соди (Na2CO3) із сірковими сполуками та водою утворюється сіль (Na2SO4), вуглекислий газ та сірка, яка осідає. Зв'язування сірки вапняним молочком (Ca(OH)CO3) утворює сіль (CaSO4), яка також випадає в осад. Середовища седиментація сірчаних сполук та регенерація абсорбенту відбувається поза системою, що знижує експлуатаційні витрати та підвищує надійність обладнання. Висока ефективність методу пов'язана також із високою швидкістю поглинання сполук сірки рідиною.
Гази, виходячи із пиловловлювача, потрапляють до системи сіркоочищення. Система влаштована таким чином, що площа січення труби поступово зменшується, створюючи підвищений статичний тиск, а при проходженні газами розширюючих труб, статичний тиск відновлюється, що зменшує швидкість повітряного потоку. Подача абсорбуючої рідини відбувається на кінці труби, де швидкість повітряних потоків найвища, що призводить до дрібного розпилення часток, при якому ступінь поглинання сірчаних сполук стає найвищим. Лужний розчин, вступаючи в реакцію з газами, робить їх насиченими. Тверді сполуки відокремлюються від шару газу під впливом інерції у повітряному потоці. Частково очищені гази потрапляють на другий етап очищення — гідробар'єр. Сірка з вологих димових газів осідає, проходячи через водний басейн та циліндричний барабан.
Метод мокро-сухого вапняного сіркоочищення
Попередньо очищені в рукавному фільтрі димові гази потрапляють до реактора системи сіркоочищення. Сухе порошкове вапно вдувається в реактор, де перемішується із димовими газами, частково зв'язуючи оксиди сірки до отримання сульфіту кальцію:
СаО + SO2 = CaSO3
За присутності кисню димових газів, частина сульфіту кальцію окислюється до сульфату:
CaSO3 + 1/2O2 = CaSO4
На поверхні часток утворюється оболонка сульфітів та сульфатів високої щільності, яка заважає дифузії молекул діоксиду сірки, знижуючи ефективність методу. Для ефективного вловлювання молекул сірки передбачається розпил води з метою зволоження часток, що зумовлює отримання реакції з утворенням сірчаної кислоти:
Н2О + SO2 = Н2SO3
Отримана сірчана кислота реагує с сорбентом (гідрат оксиду кальція) та утворює сульфіт кальцію — кінцевого продукту сіркоочищення:
Н2SO3 + Ca(ОН)2 = CaSO3×1/2Н2О + 1/2Н2О
Поряд із наведеною реакцією, гідроксид кальцію взаємодіє із діоксидом вуглецю та триоксидом сірки:
Са(ОН)2 + СО2 = СаСО3 + Н2О
Са(ОН)2 + SO3 = CaSO4 + Н2О
Залишки не прореагувавших часток висушуються димовими газами та уловлюються рукавним фільтром. Продукт сіркоочищення з відносною вологою 1–3 % вивантажується з бункерів сухим методом до проміжних ємностей та пневматичними насосами транспортується в силос.

## Національний проєкт «Водовугільне паливо»
Технологія водовугільного палива в Україні впроваджується на державному рівні Державним підприємством «Уктеплоком», як складова національного проєкту «Енергія природи». Підприємство за підтримки Агентства з інвестицій та управління національними проектами України реалізує проєкт із переведення комунальних котелень з природного газу на водовугільне паливо. Запланована потужність переобладнаних водогрійних котлів становить 2500 Гкал на рік, що дозволить знизити споживання природного газу на 2,5 млрд м³. На першому етапі, під час пілотного проєкту, буде переобладнано котельні та збудовано заводи з приготування водовугільного палива у трьох містах.